# پایگاه هوایی روآف هشتاد و ششم
پایگاه هوایی روآف هشتاد و ششم  (به انگلیسی: RoAF 86th Air Base) یک فرودگاه نظامی است که یک باند فرود آسفالت دارد و طول باند آن ۲۵۰۰ متر است. این فرودگاه در شهر فتش کشور رومانی قرار دارد و در ارتفاع ۵۵ متری از سطح دریا واقع شده است.